# Юзеєво
Юзе́єво (рос. Юзеево) — село у складі Шарлицького району Оренбурзької області, Росія.

## Населення
Населення — 220 осіб (2010; 316 у 2002).
Національний склад (станом на 2002 рік):
- татари — 97 %